# Charles Sandlin
Charles Sandlin es un deportista estadounidense que compitió en tiro con arco, en la modalidad de arco recurvo. Ganó dos medallas de oro en el Campeonato Mundial de Tiro con Arco al Aire Libre de 1963, en las pruebas individual y por equipo.

## Palmarés internacional
| Campeonato Mundial al Aire Libre | Campeonato Mundial al Aire Libre | Campeonato Mundial al Aire Libre | Campeonato Mundial al Aire Libre |
| Año                              | Lugar                            | Medalla                          | Prueba                           |
| -------------------------------- | -------------------------------- | -------------------------------- | -------------------------------- |
| 1963                             | Helsinki (Finlandia)             | Medalla de oro                   | Individual                       |
| 1963                             | Helsinki (Finlandia)             | Medalla de oro                   | Equipo                           |